# 安東·舒寧
安東·舒寧（俄语：Антон Владимирович Шунин，1987年1月27日—）是俄羅斯的一位足球運動員。在場上司職門將。他現在效力于俄羅斯足球超級聯賽的莫斯科迪納摩。他也代表俄羅斯國家足球隊參賽。
他的妻子是俄罗斯模特儿凱特·格列哥耶娃。